# Atta laevigata
Espèce
Atta laevigata, connue en Amérique du Sud sous le nom de hormiga culona (en français, littéralement : fourmi à gros cul) et bachaco, est une espèce de fourmis du genre Atta, trouvée de la Colombie jusqu'au Paraguay. C'est une des plus grandes espèces de fourmis coupe-feuille.

## Cuisine
Hormiga culona est mangée depuis des centaines d'années en Amérique du Sud, depuis au moins l'époque des Guanes. Les fourmis sont recueillies à chaque année pendant environ 9 semaines, lors de la saison des pluies, alors qu'elles pratiquent leur vol nuptial. La récolte est effectuée par des paysans locaux, qui sont souvent blessés par ces insectes aux fortes mandibules. Seules les reines sont recueillies, les autres n'étant pas considérées comme comestibles. 

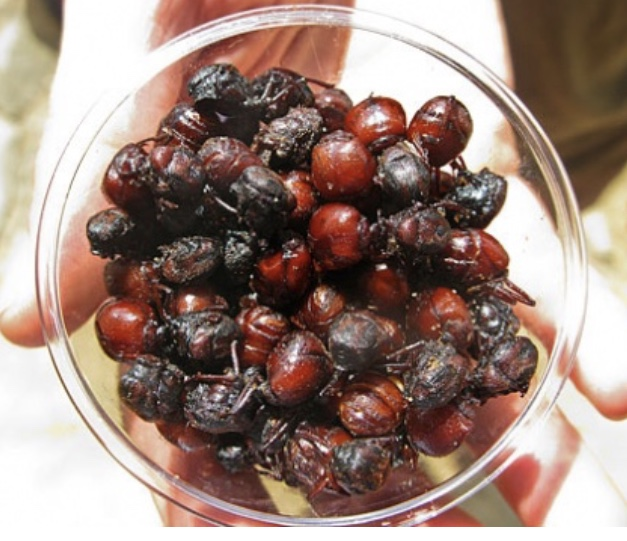
Hormigas culonas

Les fourmis, auxquelles on a retiré pattes et ailes, sont trempées dans l'eau salée et rôties dans des poêles en céramique. 
Les principaux lieux de production sont les municipalités colombiennes de San Gil et Barichara. Ces dernières vendent les fourmis dans des villes telles que Bucaramanga et Bogota. Une partie de la production est exportée vers le Canada, l'Angleterre et le Japon.
Des analyses de la valeur nutritive de ces fourmis ont été réalisées par l'Université industrielle de Santander[réf. incomplète]. Elles constitueraient une forte source de protéines, avec peu d'acide gras saturés. Ce mets est considéré comme de choix en Colombie, son coût étant assez élevé.